# Lindsey (Engeland)
Lindsey is een civil parish in het bestuurlijke gebied Babergh, in het Engelse graafschap Suffolk. In 2001 telde het civil parish 187 inwoners. Lindsey komt in het Domesday Book (1086) voor als 'Balesheia / Blalsega'. Het heeft een kerk. De civil parish telt 24 monumentale panden.